# Дайер, Нейтан
Нейтан Энтон Йона Дайер (англ. Nathan Antone Jonah Dyer; 29 ноября 1987, Троубридж, Англия) — английский футболист, полузащитник, игрок «Суонси Сити». Натан является воспитанником «Саутгемптона», первые девять лет профессиональной карьеры провел в Чемпионшипе, а на высшем уровне дебютировал лишь в 2011 году. В сезоне 2012/13 стал обладателем Кубка Лиги в составе «Суонси», а в следующем сезоне отыграл девять матчей в рамках Лиги Европы. Вскоре после начала сезона 2015/16 присоединился к «Лестеру», с которым стал чемпионом Англии.

## Карьера
Нейтан Дайер родился в Троубридже, Англия. Натан родился в спортивной семье. Его отец был профессиональным игроком в крикет, а мать легкоатлетка. В 8 лет Дайер поступил в академию «Саутгемптона», где проучился почти десять лет.
Футбольная карьера Дайера началась в юношеской школе клуба «Саутгемптона» а затем в молодежной команде клуба.
В 2005 году Натан перешел в основной состав, подписав первый профессиональный контракт, и сразу отправился в «Бернли» на правах аренды. В этом клубе игрок провел лишь несколько месяцев и принял участие в 5 матчах, сумев забить 2 мяча.
По возвращению в «Саутгемптон» футболиста использовали в основном как запасного игрока. Он принял участие лишь в 56 встречах. Свой первый мяч за команду Натан забил в 2007 году.
В сентябре 2008 года игрока вновь передали в аренду в клуб «Шеффилд Юнайтед», где за несколько месяцев он сыграл в 7 матчах и забил 1 гол.
В 2009 году руководство «Саутгемптона» приняло решение о передаче Дайера в очередную аренду на три месяца. На этот раз это был «Суонси Сити». За это время Натан сыграл в 17 матчах и забил 2 мяча. Его игра произвела хорошее впечатление на руководство клуба и по окончании срока аренды Натану Дайеру предложили подписать постоянный контракт. За «Суонси Сити» Дайер продолжает выступать до настоящего времени и провел за клуб более 100 матчей, в которых забил 7 мячей.
Натан Дайер привлекался в национальную сборную Англии до 19 лет.

## Достижения
«Суонси Сити»
- Обладатель Кубка лиги: 2012/13
- Приз Алана Хардекера: 2013

«Лестер Сити»
- Чемпион Премьер-лиги: 2015/16